# Anders Hagström
Anders Hagström, född 20 maj 1700 i Kvillinge socken, död 1 december 1778 i Åsbo socken, var en svensk präst i Åsbo församling. 

## Biografi
Anders Hagström föddes 20 maj 1700 på Hagen i Kvillinge socken. Han var son till torparen Jonas och Ramborg. Hagström blev 1724 student vid Uppsala universitet och prästvigdes 7 mars 1730. Han blev 1735 komminister i Vårdsbergs församling och 4 november 1741 kyrkoherde i Åsbo församling, tillträdde 1743. Hagström var respondens vid prästmötet 1749. Han avled 1 december 1778 i Åsbo socken.
Hagström gifte sig 25 september 1735 med Katarina Salander (1693–1765). Hon var dotter till kyrkoherden Daniel Israelis Salander och Abigael Rödin i Vallerstads socken. Katarina Salander hade tidigare varit gift med kontraktsprosten Johannes Schenberg i Normlösa socken. Hagström och Salander fick tillsammans sonen Daniel (född 1737) som blev postmästare i Kastelholm, Åland.